# Прапор Білгород-Дністровського району
Пра́пор Бі́лгород-Дністро́вського райо́ну — офіційний символ Білгород-Дністровського району Одеської області, затверджений 15 жовтня 2004 року рішенням сесії Білгород-Дністровської районної ради.

## Опис
Прапор являє собою прямокутне полотнище, що має співвідношення сторін 2:3 та складається з трьох рівновеликих вертикальних смуг: білої, червоної та жовтої. В центрі, на червоній смузі, зображено жовтого хлібного снопа, перевитого жовтою виноградною лозою.